# Inês de Castro (pel·lícula)
Inês de Castro és una pel·lícula biogràfica i històrica del 1944 de coproducció hispano-portuguesa dirigida per José Leitão de Barros amb guió de Manuel García Viñolas i Afonso Lopes Vieira. Es van fer dues versions, una en castellà i l'altra en portuguès

## Sinopsi
El 1336 el comte Juan Manuel cedeix en matrimoni a la seva filla Constança de Villena al príncep Pere, hereu del rei Alfons IV de Portugal, per tal de solucionar un conflicte dinàstic entre Portugal i Castella. Acompanya a Constança una dama gallega de singular bellesa, Agnès de Castro, emparentada amb els primers reis de Castella. Celebrat el matrimoni del príncep, aquest descobreix la bellesa d'Agnès, i se n'enamora. És padrina de l'únic fill del matrimoni de Constança i Pedro i ja en el banquet que segueix al bateig, Pere es manifesta davant la Cort com enamorat d'Agnès.

## Repartiment
- Antonio Vilar	...	Pere I de Portugal
- Alicia Palacios	...	Inês de Castro
- María Dolores Pradera	...	Constança
- Raul de Carvalho ...	Diego Lopes Pacheco
- João Villaret	...	Martin, o Bobo
- Gregorio Beorlegui	...	Pero Coello
- Alfredo Ruas	...	Alvaro Gonzales
- Erico Braga	... Alfons IV de Portugal

## Producció
Va gaudir del total suport oficial tant de les autoritats franquistes com de les salazaristes. El rodatge va començar el 22 d'abril del 1944 i es va allargar fins a novembre del mateix any, va gaudir de l'assessorament literari de Manuel Machado i va tenir dificultats per les dificultats del comerç de material fílmic amb Alemanya. En el muntatge final es van fer dues versions, una per Portugal i l'altra per Espanya, amb diferents dedicatòries i l'ordre dels actors.

## Premis
El 8 d'octubre de 1945 la pel·lícula va aconseguir un premi econòmic de 400.000 ptes, als premis del Sindicat Nacional de l'Espectacle de 1945.